# Metrorail Cabo Oriental
Metrorail Cabo Oriental é o complexo de serviços de trens urbanos operados pela Metrorail, uma divisão da Agência Ferroviária de Passageiros da África do Sul, na província de Cabo Oriental, na África do Sul. Existem duas linhas, uma conectando Porto Elizabeth, Despatch e Uitenhage, e a outra ligando East London, Mdantsane e Berlim.
Ao contrário das outras regiões do Metrorail, que usam várias unidades elétricas, os serviços do Cabo Oriental são fornecidos por conjuntos de dez locomotivas movidas a combustível diesel.

## Linhas
A linha de Porto Elizabeth começa na Estação Ferroviária de Porto Elizabeth, no centro da cidade, e segue em direção ao norte ao longo da linha principal Porto Elizabeth–Bloemfontein até Swartkops, onde se ramifica para o oeste, de Despatch até Uitenhage. A PRASA está planejando construir uma filial servindo a Motherwell e a Zona de Desenvolvimento Industrial de Coega.